# دانيال الموت
دانيال الموت (بالإنجليزية: Daniel Doom)‏ ولد بتاريخ 28 نوفمبر 1934 في بلجيكا، هو دراج بلجيكي سابق.

## روابط خارجية
- دانيال الموت على موقع أرشيف الدراجات (الإنجليزية)
- دانيال الموت على موقع إحصائيات الدراجات الإحترافية (الإنجليزية)